# Lepidaploa persicifolia
Lepidaploa persicifolia là một loài thực vật có hoa trong họ Cúc. Loài này được (Desf.) H.Rob. mô tả khoa học đầu tiên năm 1990.